# Colère noire (film, 1970)
Pour les articles homonymes, voir Colère noire.
Pour plus de détails, voir Fiche technique et Distribution.
Colère noire (Halls of Anger) est un film américain réalisé par Paul Bogart, sorti en 1970.

## Synopsis
Une école, où tous les élèves sont noirs, se met à accueillir des élèves blancs. Des conflits raciaux apparaissent et un professeur va tenter d'arbitrer la situation.

## Fiche technique
- Titre : Colère noire
- Titre original : Halls of Anger
- Réalisation : Paul Bogart
- Scénario : Al Ramrus et John Herman Shaner
- Production : Herbert Hirschman (en)
- Musique : Dave Grusin
- Photographie : Burnett Guffey
- Montage : Bud Molin (en)
- Pays de production : États-Unis
- Format : Couleurs - 1,85:1 - Mono
- Genre : Drame
- Durée : 96 minutes
- Date de sortie : 1970

## Distribution
- Calvin Lockhart : Quincy Davis
- Janet MacLachlan : Lorraine Nash
- Jeff Bridges : Doug
- James A. Watson Jr. : J.T. Watson
- DeWayne Jessie (en) : Lerone Johnson
- Edward Asner : McKay
- John McLiam : Lloyd Wilkerson
- Rob Reiner : Leaky Couloris
- Barry Brown : Winger
- Randy Brooks : Sabin
- Roy Jenson : Harry Greco
- Lou Frizzell : Phil Stewart
- Gilbert Green : Mr. Cargyll

## Autour du film

### Acteurs
Il s'agit d'un des tout premiers films ou apparaît Jeff Bridges, adulte (il avait à peine 20 ans). Celui-ci avait cependant tourné, enfant puis adolescent, dans des séries TV, dans les années 1950 et 1960.

### Lieux de tournage
Les principales scènes du film ont été tournées dans une école de Californie, la Virgil Middle School, un lycée accueillant réellement une majorité d'élèves noirs située à Los Angeles.